# 小山蛙螺
小山蛙螺（学名：Tutufa ranelloides），是异足目蛙螺科大蛙螺属的一种。主要分布于台湾，常栖息在浅海珊瑚礁、岩石底。